# 吉峯良二
吉峯 良二（よしみね りょうじ、1927年5月24日 - 2022年5月7日）は日本の政治家。鹿児島県加世田市長（2期）。加世田市名誉市民、南さつま市名誉市民。

## 経歴
鹿児島県出身。鹿児島県立第二鹿児島中学校（現鹿児島県立甲南高等学校）を経て、陸軍士官学校61期入校（赤崎義則鹿児島市長、久保亘参議院議員らと士官学校同期で、1945年に予科生で終戦し士官学校解散となり終業）。1951年大阪大学経済学部卒業。会社役員を経て、1962年12月から6期22年にわたり加世田市助役を務める。1985年11月10日第3代加世田市長に就任し、1993年11月9日まで2期務めた。任期中の1987年8月からサンドクラフトイベント「吹上浜砂の祭典」を開催し、後に吹上浜砂の祭典実行委員会名誉会長。また、万世特攻慰霊碑奉賛会会長も務めた。1994年7月、加世田市制施行40周年記念表彰（市政功労者表彰）を受ける。1999年4月、地方自治功労により勲五等双光旭日章受賞。2004年6月、加世田市名誉市民に選ばれ、加世田市の合併後は南さつま市名誉市民となる。2022年5月7日に満94歳で亡くなり、6月16日に南さつま市で偲ぶお別れの会が開催された。